# Сахнівська сільська рада (Корсунь-Шевченківський район)
Сахні́вська сільська́ ра́да — адміністративно-територіальна одиниця та орган місцевого самоврядування в Корсунь-Шевченківському районі Черкаської області. Адміністративний центр — село Сахнівка.

## Загальні відомості
- Населення ради: 1 479 осіб (станом на 2001 рік)

## Населені пункти
Сільській раді підпорядковані населені пункти:
- с. Сахнівка

## Склад ради
Рада складається з 20 депутатів та голови.
- Голова ради: Таран Тетяна Григорівна
- Секретар ради: Слободяник Світлана Василівна

### Керівний склад попередніх скликань
| Прізвище, ім'я, по батькові | Основні відомості                                                         | Дата обрання | Дата звільнення |
| --------------------------- | ------------------------------------------------------------------------- | ------------ | --------------- |
| Таран Тетяна Григорівна     | Сільський голова, 1962 року народження, освіта вища                       | 26.03.2006   | 31.10.2010      |
| Таран Тетяна Григорівна     | Сільський голова, 1962 року народження, освіта вища, член Партії регіонів | 31.10.2010   |                 |

Примітка: таблиця складена за даними сайту Верховної Ради України

### Депутати
За результатами місцевих виборів 2010 року депутатами ради стали:

#### За суб'єктами висування
| Суб'єкт висування           | Кількість обраних депутатів | %  |
| --------------------------- | --------------------------- | -- |
| Самовисування               | 13                          | 65 |
| Партія регіонів             | 5                           | 25 |
| Комуністична партія України | 1                           | 5  |
| Народна партія              | 1                           | 5  |

#### За округами
| № округу                    | Прізвище, ім'я, по батькові       | Дата визнання обраним | Освіта  | Партійна приналежність                        | Відомості про обраного депутата                    |
| --------------------------- | --------------------------------- | --------------------- | ------- | --------------------------------------------- | -------------------------------------------------- |
| Комуністична партія України |                                   |                       |         |                                               |                                                    |
| 1                           | Коваленко Анатолій Петрович       | 02.11.2010            | середня | член Комуністичної партії України             | пенсіонер                                          |
| Народна Партія              |                                   |                       |         |                                               |                                                    |
| 2                           | Щпилько Людмила Михайлівна        | 02.11.2010            | середня | член Народної партії                          | Сахнівська с/рада, прибиральниця                   |
| Партія регіонів             |                                   |                       |         |                                               |                                                    |
| 4                           | Несен Ніна Олексіївна             | 02.11.2010            | вища    | член Партії регіонів                          | Сахнівська бібліотека, бібліотекар                 |
| 5                           | Бочковська Світлана Іванівна      | 02.11.2010            | вища    | член Партії регіонів                          | Сахнівська с/рада, землевпорядник                  |
| 7                           | Гордієнко Петро Васильович        | 02.11.2010            | середня | член Партії регіонів                          | приватний підприємець                              |
| 9                           | Рибалка Іван Леонідович           | 02.11.2010            | вища    | член Партії регіонів                          | Сахнівський НВК, директор                          |
| 14                          | Струтинська Надія Іванівна        | 02.11.2010            | середня | член Партії регіонів                          | Сахнівська с/рада, касир                           |
| Самовисування               |                                   |                       |         |                                               |                                                    |
| 3                           | Кесь Наталія Михайлівна           | 02.11.2010            | вища    | член Всеукраїнського об'єднання «Батьківщина» | приватний підприємець                              |
| 6                           | Кириленко Світлана Трохимівна     | 02.11.2010            | середня | член Партії регіонів                          | тимчасово не працює                                |
| 8                           | Слободяник Марія Михайлівна       | 02.11.2010            | середня | член Всеукраїнського об'єднання «Батьківщина» | пенсіонер                                          |
| 10                          | Яковенко Мирославна Володимирівна | 02.11.2010            | середня | член Соціалістичної партії України            | тимчасово не працює                                |
| 11                          | Огілько Наталія Анатолівна        | 02.11.2010            | вища    | член Партії регіонів                          | тимчасово не працює                                |
| 12                          | Слободяник Світлана Василівна     | 02.11.2010            | середня | член Партії регіонів                          | Сахнівська с/рада, секретар                        |
| 13                          | Данилейнко Людмила Павлівна       | 02.11.2010            | вища    | член Партії регіонів                          | тимчасово не працює                                |
| 15                          | Осіпенко Катерина Володимирівна   | 02.11.2010            | вища    | член Партії регіонів                          | Сахнівський фельдшерсько-акушерський пункт, акушер |
| 16                          | Ященко Тетяна Миколаївна          | 02.11.2010            | середня | член Партії регіонів                          | тимчасово не працює                                |
| 17                          | Гвоздик Тетяна Миколаївна         | 02.11.2010            | середня | член Соціалістичної партії України            | тимчасово не працює                                |
| 18                          | Павлушенко Сергій Григорович      | 02.11.2010            | вища    | позапартійний                                 | Церква с. Сахнівка, священик                       |
| 19                          | Чабаненко Наталія Анатолівна      | 02.11.2010            | вища    | член Партії регіонів                          | тимчасово не працює                                |
| 20                          | Примак Тетяна Василівна           | 02.11.2010            | середня | член Всеукраїнського об'єднання «Батьківщина» | пенсіонер                                          |